# ريان كولتر
ريان كولتر (بالإنجليزية: Ryan Coulter)‏ هو لاعب كرة قدم بريطاني في مركز حراسة المرمى، ولد في 8 فبراير 1989 في لندن في المملكة المتحدة. لعب مع نادي سليغو روفرز.

## وصلات خارجية
- ريان كولتر على موقع قاعدة بيانات كرة القدم.إي يو (الإنجليزية)
- ريان كولتر على موقع Soccerbase.com (لاعب) (الإنجليزية)
- ريان كولتر على موقع Soccerway.com (الإنجليزية)
- ريان كولتر على موقع عالم كرة القدم.نت (الإنجليزية)